# Foursquare
Foursquare ist ein standortbasierter Empfehlungsdienst in Form einer Anwendungssoftware („App“) für Restaurants und andere Orte. Über die Schwester-App Swarm sind soziale Check-ins an diesen Orten möglich. Der Dienst nutzt dabei die GPS-Fähigkeit der Geräte, um den aktuellen Standort der Benutzer festzustellen.
Am 21. Oktober 2024 wurde bekannt gegeben, dass die City Guide-App zum 15. Dezember 2024 und die Webversion Anfang 2025 eingestellt wird. Foursquare begründete dies damit, sich fortan auf die Entwicklung von Swarm konzentrieren zu wollen.

## Geschichte
Foursquare wurde 2009 von Dennis Crowley und Naveen Selvadurai gegründet. Crowley hatte zuvor das ähnliche Projekt Dodgeball als Teil seines Studiums an der New York University gegründet. Dieses wurde 2005 von der Google Inc. gekauft, 2009 eingestellt und durch Google Latitude ersetzt. Die Interaktion mit Benutzern war in Dodgeball rein auf SMS basiert, während Foursquare vor allem internetbasiert durch spezielle Apps verwendet wird.
Mitbewerber Facebook führte mit Places ebenfalls die Möglichkeit ein, an Standorten einzuchecken, und bietet damit eine Alternative zu Foursquare, allerdings ohne den Ansporn mittels Abzeichen und „Bürgermeistertum“.

## Funktionen
Benutzer können außerdem eine persönliche „To-Do-Liste“ erstellen oder öffentliche Tipps über Standorte mit anderen Benutzern austauschen, was beispielsweise zur Empfehlung von Restaurants genutzt wird.
Foursquare bietet außerdem die Möglichkeit, Orte (indirekt) zu bewerten. Dabei erhält jedes Geschäft oder andere Sehenswürdigkeit einen sogenannten Score (Wert) zwischen 1 und 10, der die Beliebtheit auf Basis von Zustimmungen und Check-Ins signalisiert. Über den genauen Algorithmus zur Berechnung macht Foursquare keine Angaben, jedoch beurteilen Experten die Funktion als direkten Angriff auf Qype oder Yelp.

## Kritik
Wie viele andere Apps sammelt auch Foursquare persönliche Daten, ohne den Nutzer darüber zu informieren. Dies ist insbesondere beim Betriebssystem Android problematisch; dort muss man dem Programm, um es überhaupt zu nutzen, das Recht einräumen, die Adressdaten auf dem Smartphone von der App auslesen und an den Foursquare-Server senden zu lassen.

## Mitbewerber
Foursquare hat im Bereich der Rezensionen unter anderem folgende Mitbewerber:
- Yelp ist eine Plattform, auf der Nutzer für Örtlichkeiten (Location based) Rezensionen abgeben können.
- Tripadvisor ist eine Plattform, die sich auf Reisen spezialisiert hat, auf der Reisende anderen Reisenden Empfehlungen abgeben.